# مکیال‌المکارم
مکیال‌المکارم (به عربی: مكيال المكارم في فوائد الدعاء للقائم)) کتابی است که سید محمدتقی موسوی اصفهانی معروف به فقیه احمدآبادی به عربی نوشت و ترجمه شده و چندین بار تجدید چاپ شده‌است.
این کتاب که به صورت فرهنگ تألیف شده دارای بخش‌های مختلفی است؛ و به ترتیب الفبا موضوعات را بیان می‌کند.
این کتاب هشت بخش دارد:
- ۱. وجوب شناخت امام مهدی ؛
- ۲. امام زمان ما حضرت مهدی است؛
- ۳. بخشی از حقوق‏ امام مهدی بر شیعیانش؛
- ۴. ویژگی‌‏های حضرت که مستوجب دعای مردم در حق او است؛
- ۵. فواید دعا برای فرج امام مهدی ؛
- ۶. اوقات و حالاتی که در آن‌ها دعا برای او و تعجیل فرج تأکید شده‌است؛
- ۷. چگونگی دعا برای تعجیل فرج و پاره‌ای از دعاهای مأثور؛
- ۸. در بقیه اموری که سبب قرب به امام مهدی می‌‏شود و او را خوشحال می‌‏کند و نزد او پر ارزش است

در بخشی از این کتاب به قلم مؤلف آمده است:
بهترین امور در زمان غیبت آن حضرت: انتظار فرج آن بزرگوار و دعا کردن برای تعجیل فرج او و اهتمام به آنچه مایه خشنودی آن جناب و مقرّب شدن در آستان او است.
خود سید محمدتقی موسوی اصفهانی در این مورد می‌نویسد:
«به فکر افتادم کتاب جداگانه ای در این باره بنگارم که آن فواید را دربر گیرد، و به سبک جالبی آن را به رشته تحریر درآورم؛ ولی حوادث زمان و رویدادهای دوران و ناراحتی‌های پی در پی، مانع از انجام این کار می‌شد. تا این که کسی را در خواب دیدم که با قلم و سخن نتوان او را توصیف نمود، یعنی مولا و حبیب دلِ شکسته ام و امامی که در انتظارش هستیم. او را در خواب دیدم که با بیانی روح‌انگیز چنین فرمود:
این کتاب را بنویس و عربی هم بنویس و نام او را بگذار: مکیال المکارم فی فوائد الدعاء للقائم
همچون تشنه ای از خواب بیدار و در پی اطاعت امرش شدم، ولی توفیق یاری ام نکرد، تا این که در سال گذشته(۱۳۳۰ ه‍. ق) به مکّه معظّمه سفر کردم، و چون آنجا را وبا گرفت، با خداوند - عزّوجلّ - عهد بستم که هرگاه مرا از مهلکه نجات دهد و بازگشتم را به سوی وطن آسان گرداند، تألیف این کتاب را شروع نمایم. پس خداوند بر من منت نهاد و مرا به سلامت به وطن بازگرداند. همچنان که همیشه مواهب و الطافش شامل حال من بوده است، پس به تألیف اقدام نمودم.»
قبر وی در کنار پدرش در آرامگاهی اختصاصی در جوار تخت فولاد اصفهان می‌باشد.
مجله حوزه در مصاحبه ای با سید مرتضی موحد ابطحی (داماد او) نیز حکایت‌هایی در این مورد ذکر کرده‌است.